# Jugo de piña

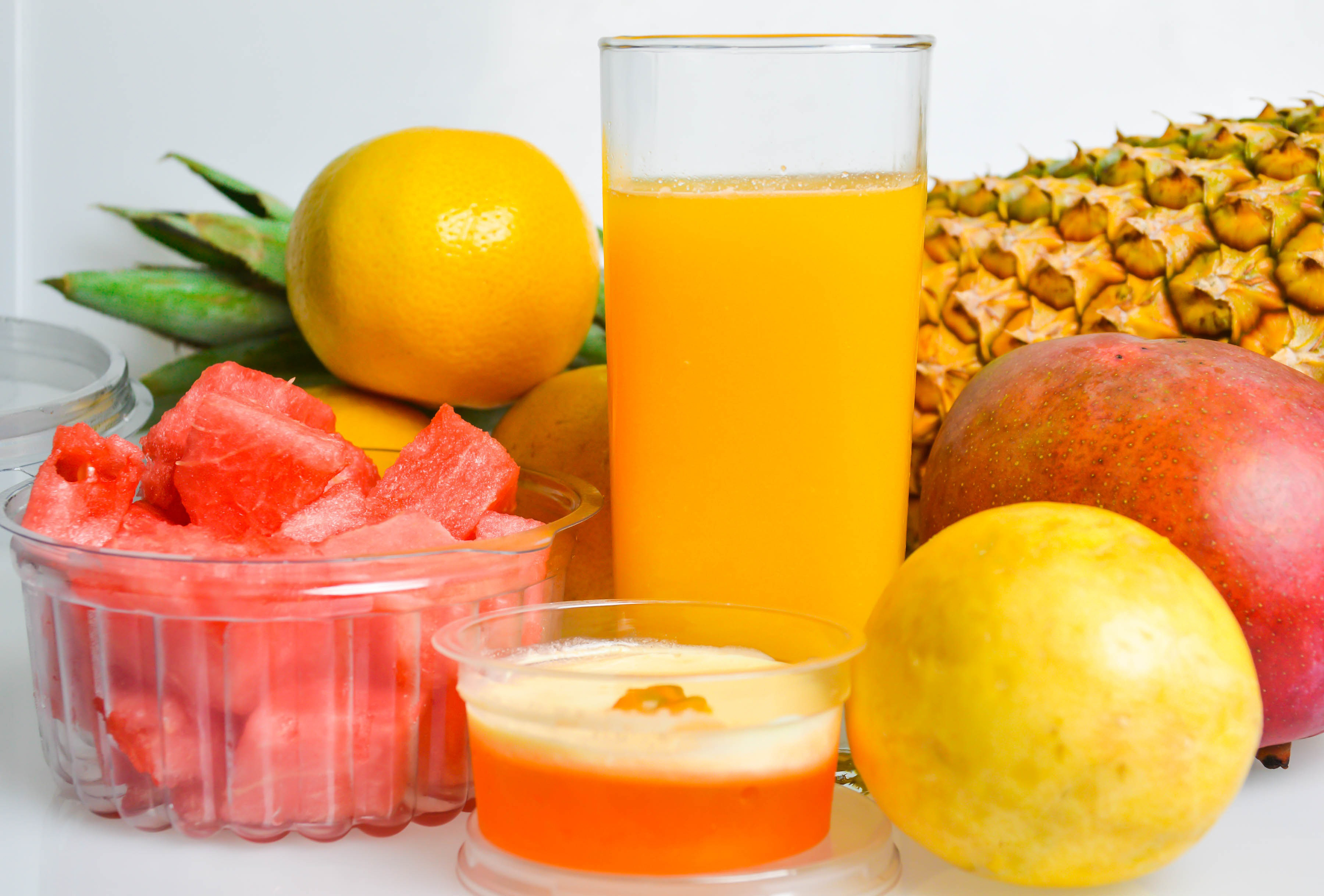
Zumo de piña en vaso

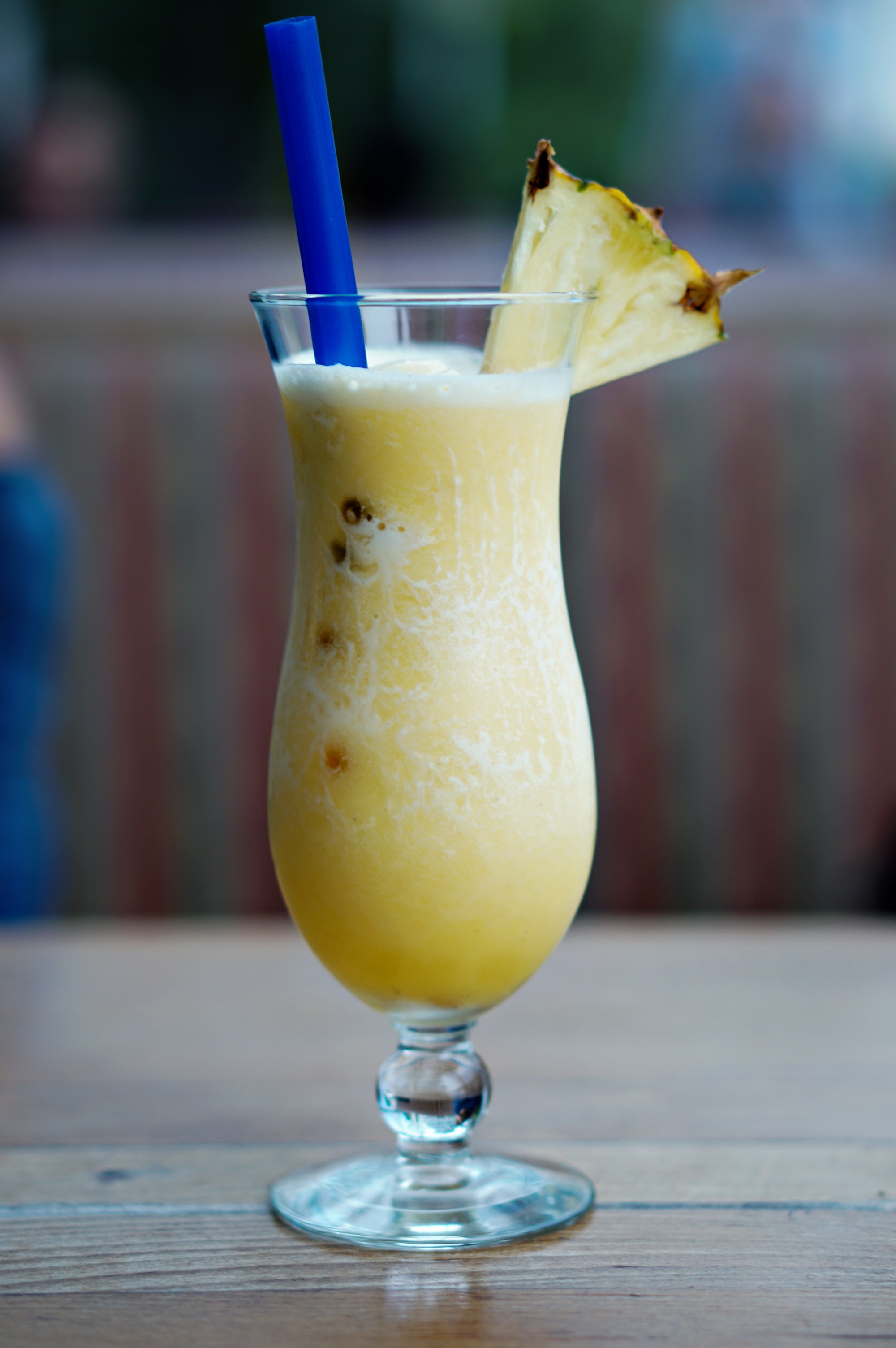
Cóctel Matador, a base de jugo de piña

El jugo o zumo de piña, también conocido como jugo de ananá, es el líquido extraído de la pulpa de la piña, una fruta tropical. Cualquier variedad de la piña es útil para preparar jugo, aunque en el plano comercial, los cultivares más comunes son Smooth Cayenne, Red Spanish, Queen y Abacaxi.
Se usa como jugo simple o mixto, así como para batidos, cócteles, saborizante y ablandador de carne. El jugo de piña es un ingrediente principal en la piña colada y el tepache.Es beneficiosa para la circulación: la piña tiene propiedades anticoagulantes, lo que ayuda a mejorar la circulación sanguínea y permite combatir problemas como la hipertensión o prevenir enfermedades cardiovascular

## Historia
No hay registro de cómo o cuándo llegaron las piñas a Hawái, y algunos relatos de piñas fueron arrastradas a tierra desde un naufragio español o portugués o llevadas a tierra por marineros. La fruta pudo haber llegado con los años españoles antes de la llegada del capitán James Cook en 1778, pero otra fuente afirma que la primera piña fue plantada por Don Francisco de Paula Marín Grassi. Si bien Marín fue un horticultor que introdujo muchas plantas nuevas en Hawái, es posible que no haya sido la primera persona en traer piñas, aunque sí describió la plantación de piñas en sus diarios en 1813.
El jugo de piña contribuyó al éxito de la industria de la piña en los años 30. En 1932, la Hawaiian Pineapple Company desarrolló con éxito un proceso de clarificación del jugo, mientras capturaba el aroma y el sabor de la fruta. El cultivo a gran escala de piñas condujo a la formación de una asociación de comercio de piña que tenía estrictos límites de producción para el enlatado de piña entera, cortada y triturada. Aunque los miembros de la industria habían acordado estas limitaciones en un acuerdo de agrupación de 1934, la industria recurrió al enlatado del jugo de piña para ampliar las oportunidades comerciales, mientras aprovechaba el jugo de fruta como una nueva tendencia en las bebidas de desayuno.

## Producción
El jugo de piña se fabrica a partir de piñas maduras. Para limpiar las piñas antes de hacer el jugo, se usa una máquina de limpieza con brocha y spray para eliminar manchas, imperfecciones y residuos de pesticidas. Después de la limpieza, la fruta se coloca en una máquina extractora y peladora de piña para obtener pulpas que se colocan en un extractor de jugo en espiral. Luego se usa un filtro fino de jugo para eliminar todos los sólidos, fibra y partículas coloidales del jugo de piña.
Se utiliza un desgasificador de vacío para eliminar el aire en el jugo de piña. Eliminar el gas evita que los sólidos floten. La desgasificación también ayuda a reducir la formación de espuma en el embalaje y la esterilización se produce en un intercambiador de calor. Después de este proceso, el jugo de piña se calienta a 50 °C. Pasteurizar el jugo de piña detiene las enzimas que causan el pardeamiento. El jugo de piña pasteurizado se coloca en bidones de hierro forrados con plástico o aluminio aséptico. Tras enfriarse, el jugo de piña se coloca en botellas o latas utilizando una máquina de embotellado.
El polvo de jugo de piña se elabora rociando jugo de piña sobre maltodextrina de tapioca y dejándolo secar.

## Nutrición
El jugo de piña es 84% de agua, 16% de carbohidratos y contiene grasas y proteínas insignificantes (véase la tabla). En una cantidad de referencia de 100 ml (g), el jugo de piña aporta 60 calorías, con solo un contenido significativo de manganeso (53% del valor diario, DV), mientras que el contenido de vitamina C es moderado (11% DV).

## Uso culinario
El jugo de piña en polvo se puede usar en pasteles, bollería, chutneys, mermeladas, chilis, golosinas, salsas y guisos. El polvo de jugo de piña se puede usar para marinar pollo y pescado.

## Mercado
La Unión Europea consumió el 50% del total mundial de jugo de piña en 2016. Los Países Bajos fueron el mayor importador de jugo de piña en Europa en 2016. Tailandia y Costa Rica fueron los principales proveedores del mercado de la UE en este año. Los países que más consumieron jugo de piña en 2017 fueron Tailandia, Indonesia y Filipinas, con un consumo combinado del 47% del total mundial. El consumo de jugo de piña en China e India es bajo en comparación con su superpoblación.

## Bebidas
El tepache está hecho de piña, tanto del jugo como de la piel, además de azúcar de caña y canela. La piña colada es un cóctel hecho con ron blanco, crema de coco y jugo de piña.

## Lectura complementaria
- Carneiro, Lucia; Dos Santos Sa, Iralla; Dos Santos Gomes, Flávia; Matta, Virginia Martins; Cabral, Lourdes Maria Corrêa (10 de septiembre de 2002). «Cold sterilization and clarification of pineapple juice by tangential microfiltration». Desalination 148 (1–3): 93-98. ISSN 0011-9164. doi:10.1016/S0011-9164(02)00659-8.
- Sreenath, Hassan K.; Sudarshanakrishna, Kadambi R.; Santhanam, Krishnaswamy (1 de diciembre de 1993). «Improvement of juice recovery from pineapple pulp/residue using cellulases and pectinases». Journal of Fermentation and Bioengineering 78 (6): 486-488. ISSN 0922-338X. doi:10.1016/0922-338X(94)90054-X.
- Braddock, R.J.; Marcy, J.E. (1985). «Freeze Concentration of Pineapple Juice». Journal of Food Science (Wiley) 50 (6): 1636-1639. ISSN 0022-1147. doi:10.1111/j.1365-2621.1985.tb10552.x.